# Гамамундо
Гамамундо — один з 6 секторів округу Бафата Гвінеї-Бісау. Населення — 26 160 осіб